# Ibuprofèn
L'ibuprofèn o ibuprofén és un antiinflamatori no esteroidal (AINE) de la família dels propionats, amb propietats analgèsiques i antipirètiques al mateix temps.
Sovint, és utilitzat pel tractament simptomàtic del mal de cap (cefalees), dolor migranyós, dolor dental, dolor muscular (miàlgia), dismenorrea, síndrome febril i dolor després de cirurgia (postquirúrgic). També s'utilitza per tractar quadres inflamatoris. Per exemple, en artritis, artritis reumatoide i artritis gotosa.

## Història
Durant els anys 60, el grup d'investigació Boots Group va desenvolupar l'ibuprofèn. Aquest va ser descobert per Stewart Adams conjuntament amb John Nicholson, Jeff Bruce Wilson, Andrew R. Dunlop i Colin Burrows i va ser patentat l'any 1961. En un primer moment, el fàrmac era indicat en casos d'artritis reumatoide. L'ibuprofèn forma part dels medicaments indispensables segons l'Organització Mundial de la Salut. Els resultats preliminars d'un estudi publicat l'any 2025 per investigadors de la Universitat de Rutgers (Nova Jersey) posen de manifest que el consum perllongat d'ibuprofèn altera la detecció de la glucosa per l'organisme, inhibint determinats receptors del gust dolç presents a la boca i a altres estructures corporals, un fet que s'associa amb la preservació d'una funció metabòlica correcta i a un menor risc de malalties com l'Alzheimer, la diabetis mellitus de tipus 2 i el càncer de còlon.

## Indicacions
Les indicacions clíniques aprovades per a l'ibuprofèn inclouen:
- Artritis reumatoide.
- Artrosi.[13]
- Artritis idiopàtica juvenil.[14]
- Dismenorrea primària.
- Febre.
- Alleugeriment del dolor agut (fort) i/o crònic (continuat), quan està associat amb una reacció inflamatòria, tant en adults com en nens.[15]
- Ductus arteriós persistent.[16]

## Contraindicacions
Com tot fàrmac, l'ibuprofèn té tota una sèrie de contraindicacions que s'han de conèixer. Aquestes són: hipersensibilitat a l'ibuprofèn, asma, rinitis, urticària, pòlips nasals, úlcera pèptica, hemorràgia gastrointestinal, disfunció renal greu, insuficiència cardíaca greu, trastorns de coagulació, tercer mes d'embaràs, etc.

### Insuficiència renal
Les persones que han estat diagnosticades d'insuficiència renal han d'anar amb compte a l'inici del tractament amb ibuprofèn, ja que la dosi inicial ha de reduir-se.

### Insuficiència hepàtica
Les persones que han estat diagnosticades d'insuficiència hepàtica han d'anar amb compte a l'inici del tractament amb ibuprofèn, ja que la dosi inicial ha de reduir-se.

### Embaràs
L'ibuprofèn no està recomanat durant el primer i segon trimestre d'embaràs. Tot i així, es pot prendre si és absolutament necessari. A diferència del primer i segon trimestre, el tercer trimestre aquest fàrmac està totalment contraindicat. Aquest pot tenir efectes sobre el sistema cardíac del nadó, alteració en la contractibilitat uterina, etc.

### Lactància
Avui en dia, es coneix que aquest fàrmac passa a la llet materna en petites quantitats, però no s'ha demostrat que pugui afectar la salut del nadó.

## Efectes secundaris
En general, és ben tolerat. Ocasionalment, es presenten: cefalea, marejos, dolor abdominal, vòmits, restrenyiment, diarrea, febre, astènia, pèrdua de la gana, etc. També, pot produir gastropatia per AINE, és a dir, úlcera gastroduodenal, però es considera que produeix menor dany a l'estómac que altres AINE (com l'àcid acetilsalicílic).
Els efectes secundaris inclouen nàusees, dispèpsia, diarrea, restrenyiment, ulceració/sagnat gastrointestinal, mal de cap, marejos, erupcions cutànies, retenció de sal i líquids i pressió arterial alta.
Altres efectes secundaris poc freqüents inclouen ulceració esofàgica, insuficiència cardíaca en diabètics, reacció adversa amb eosinofília i símptomes sistèmics (síndrome DRESS), síndrome de secreció inadequada d'hormona antidiürètica, nivells alts de potassi en sang, acidosi tubular renal en gestants, hipocalèmia, anèmia hemolítica, insuficiència renal aguda, empitjorament de símptomes psicòtics i broncospasme en individus sensibles. L'ibuprofè pot desencadenar o exacerbar l'asma infantil, de vegades mortalment.
Es poden produir reaccions al·lèrgiques, com ara anafilaxi i xoc anafilàctic. L'ibuprofè es pot quantificar en sang, plasma o sèrum per demostrar la presència del fàrmac en una persona que ha experimentat una reacció anafilàctica, confirmar un diagnòstic d'intoxicació en persones hospitalitzades o ajudar en una investigació de mort medicolegal. S'ha publicat una monografia sobre la concentració plasmàtica d'ibuprofè, el temps transcorregut des de la ingestió i el risc de desenvolupar toxicitat renal en persones amb sobredosi.
El 2020, l'Administració d’Aliments i Medicaments dels Estats Units (FDA) va exigir l'actualització del text de l'etiqueta de tots els medicaments antiinflamatoris no esteroidals per descriure el risc de problemes renals en nadons a causa d'un baix contingut de líquid amniòtic, recomanant evitar els AINE en dones embarassades a les 20 setmanes o després de l'embaràs.

### Risc cardiovascular
L'ús crònic d'ibuprofèn comporta un augment del risc d'hipertensió arterial en les dones, tot i que és inferior al de l'acetaminofèn, i d'infart de miocardi (atac cardíac), especialment en homes que prenen dosis altes de manera crònica. El 9 de juliol de 2015, l'Administració d’Aliments i Medicaments dels Estats Units (FDA) va endurir les advertències sobre l'augment del risc d’atac cardíac i d'ictus associat amb libuprofè i els AINE relacionats; l'aspirina no s'inclou en aquesta advertència. L'Agència Europea de Medicaments (EMA) va emetre advertències similars el 2015.

### Pell
L'ibuprofèn s'ha associat en alguns casos gairebé insòlits amb l'aparició de butllofes semblants a les del penfigoide ampul·lar. Igual que el ketoprofén, l'ibuprofèn és un agent fotosensibilitzador, però es considera un agent fotosensibilitzador feble en comparació amb altres membres de la classe de l'àcid 2-arilpropionic. L'ibuprofèn és una causa extremadament rara de la síndrome de Stevens-Johnson (SJS), un efecte advers medicamentós poc comú que pot ser induït també per altres AINE. Excepcionalment, l'ibuprofè és l'origen d'una necròlisi epidèrmica tòxica.

## Signes i símptomes de la sobredosi amb ibuprofèn
Avui en dia, l'ibuprofèn és un fàrmac que es pot comprar sense que calgui recepta mèdica, el segon més venut després del paracetamol. Per aquest motiu, han incrementat els casos de sobredosi per aquest fàrmac. Tot i així, la morbimortalitat i les complicacions greus pels efectes tòxics de l'ibuprofèn en les sobredosis són molt baixes.
L'administració excessiva d'aquest fàrmac pot provocar una sobredosi. Quan es produeix hi ha tota una sèrie de signes i símptomes que ens ajuden a diagnosticar una sobredosi per ibuprofèn. Aquests són: nistagme, mareig, cianosi, deshidratació, acidosi metabólica, moviments ràpids, diarrea, nàusees, vòmits, dolor abdominal, dificultat respiratòria, respiració lenta, etc.

## Presentació

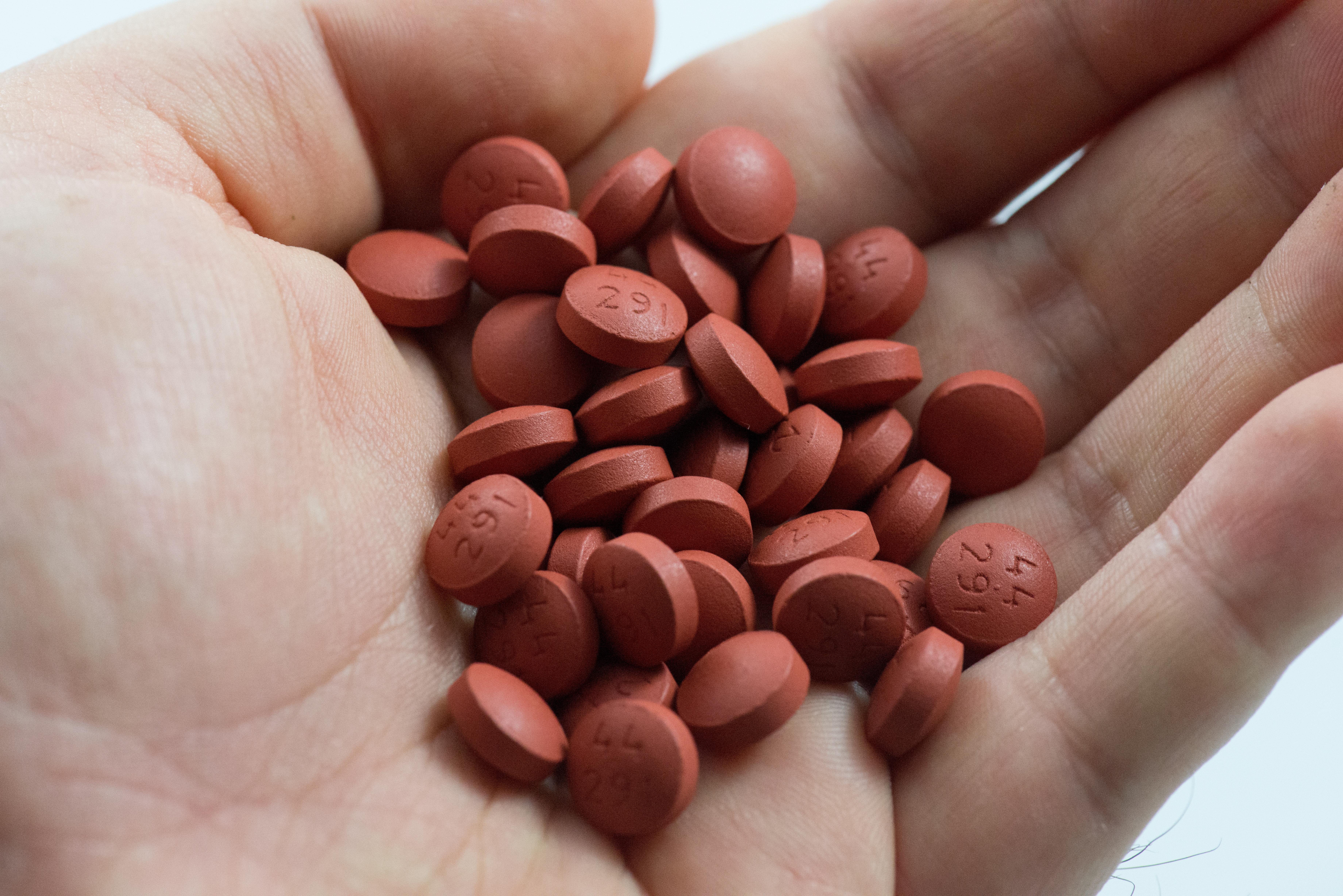
Comprimits d'ibuprofèn

L'ibuprofèn es presenta en forma de comprimits via oral i en xarop. També pot ser administrat per via rectal. Generalment, és un fàrmac que s'ha de prendre cada 4-6 hores segons el nivell de dolor. La dosi màxima recomanada pels adults és d'aproximadament 1.200 mg cada 24 hores. En el cas dels infants, la dosi recomanada és d'entre 5 i 10 mg cada 6-8 hores amb una dosi diària màxima de 30 mg/kg. Aquest fàrmac es pot presentar sol o bé combinat amb altres medicaments.

## Química

### Síntesi
La síntesi d'aquest compost és un cas d'estudi típic en química sostenible o green chemistry. La síntesi original constava de sis etapes, la primera de les quals és l'acetilització de Friedel-Crafts de l'isobutilbenzè. La reacció amb el cloroacetat d'etil, mitjançant la reacció de Darzens, rendeix l'α,β-epoxièster, que s'hidrolitza i descarboxila generant l'aldehid. La reacció amb hidroxilamina dona l'oxima, que es transforma en el nitril i hidrolitzat i finalment, en l'àcid corresponent:
Una síntesi millorada de BHC requereix només tres etapes. Aquesta consisteix en una acetilació similar a l'anterior, després de la qual s'obté l'alcohol per hidrogenació amb níquel de Raney. Finalment és carbonila mitjançant catàlisi de pal·ladi per acabar rendint l'àcid.

## Marques comercials
A Espanya es comercialitza com a EFG, Enantyum, Adolquir, Ketesse, Fenodex; gels diversos.
Als Estats Units, algunes marques són:
- Advil Caplets (comprimits)
- Advil Children's (per nens)
- Advil Gel Caplets (comprimits tous)
- Advil Infants' Concentrated Drops (gotes concentrades per lactants)
- Advil Junior Strength Chewable Tablets
- Menadol Captabs
- Midol Cramp
- Motrin
- Motrin Caplets (comprimits)[58]